# (5611) 1943 DL
1943 دي أل (ويعرف أيضًا باسم (5611) 1943 دي أل وفق تسمية الكوكب الصغير) (بالإنجليزية: 1943 DL)‏ هو كويكب ضمن حزام الكويكبات؛ وترتيبه 5611 من حيث الاكتشاف.
اكتُشف هذا الجُرم الفلكي بواسطة ليسي أوترما في 26 فبراير 1943.

## وصلات خارجية
- (5611) 1943 DL في قاعدة بيانات مختبر الدفع النفاث لأجرام النظام الشمسي الصغيرة

- الاكتشاف · مخطط المدار ·  العناصر المدارية · المعلمات المادية

- (5611) 1943 DL على موقع ويكي سكاي: DSS2, SDSS, GALEX, IRAS, Hydrogen α, X-Ray, Astrophoto, Sky Map, Articles and images